# Ahrensfelde
Ahrensfelde è un comune di 14 144 abitanti abitanti del Brandeburgo, in Germania.

Appartiene al circondario del Barnim.

## Storia
Nel 2003 il comune di Ahrensfelde venne fuso con i comuni di Blumberg, Eiche e Lindenberg, formando il nuovo comune di Ahrensfelde-Blumberg.

## Suddivisione
Il territorio comunale è diviso in cinque frazioni:
- Ahrensfelde;
- Blumberg, con la località abitata di Elisenau;
- Eiche;
- Lindenberg, con le località abitate di Neu-Lindenberg e Klarahöh;
- Mehrow, con la località abitata di Trappenfelde.

## Società

### Evoluzione demografica
- Sviluppo della popolazione dal 1875 entro gli attuali confini (Linea Blu: Popolazione; Linea puntata: Confronto dello sviluppo della popolazione dello Stato del Brandenburgo; Sfondo grigio: Ai tempi del governo nazista; Sfondo rosso: Al tempo del governo comunista)
- Sviluppo recente della popolazione (Linea blu) e previsioni

| Anno | Abitanti |
| ---- | -------- |
| 1875 | 2 766    |
| 1890 | 3 130    |
| 1910 | 3 320    |
| 1925 | 3 477    |
| 1933 | 5 041    |
| 1939 | 6 766    |
| 1946 | 7 055    |
| 1950 | 7 711    |
| 1964 | 7 178    |
| 1971 | 6 918    |
| 1981 | 5 674    |

| Anno | Abitanti |
| ---- | -------- |
| 1985 | 5 438    |
| 1989 | 5 043    |
| 1990 | 5 036    |
| 1991 | 5 154    |
| 1992 | 5 309    |
| 1993 | 5 389    |
| 1994 | 5 999    |
| 1995 | 6 494    |
| 1996 | 6 697    |
| 1997 | 7 701    |

| Anno | Abitanti |
| ---- | -------- |
| 1998 | 8 559    |
| 1999 | 9 640    |
| 2000 | 10 612   |
| 2001 | 11 130   |
| 2002 | 11 553   |
| 2003 | 12 128   |
| 2004 | 12 538   |
| 2005 | 12 848   |
| 2006 | 13 040   |
| 2007 | 13 006   |

| Anno | Abitanti |
| ---- | -------- |
| 2008 | 13 090   |
| 2009 | 13 114   |
| 2010 | 13 028   |
| 2011 | 12 727   |
| 2012 | 12 761   |
| 2013 | 12 769   |
| 2014 | 12 856   |
| 2015 | 12 954   |
| 2016 | 13 068   |
| 2017 | 13 307   |

| Anno | Abitanti |
| ---- | -------- |
| 2018 | 13 543   |
| 2019 | 13 843   |
| 2020 | 13 959   |

Fonti dei dati sono nel dettaglio nelle Wikimedia Commons..